# جيف بويس
جيف بويس (بالإنجليزية: Geoff Boyce)‏ هو لاعب هوكي الحقل أسترالي، ولد في 31 ديسمبر 1981.